# Edelsitz Schallhof

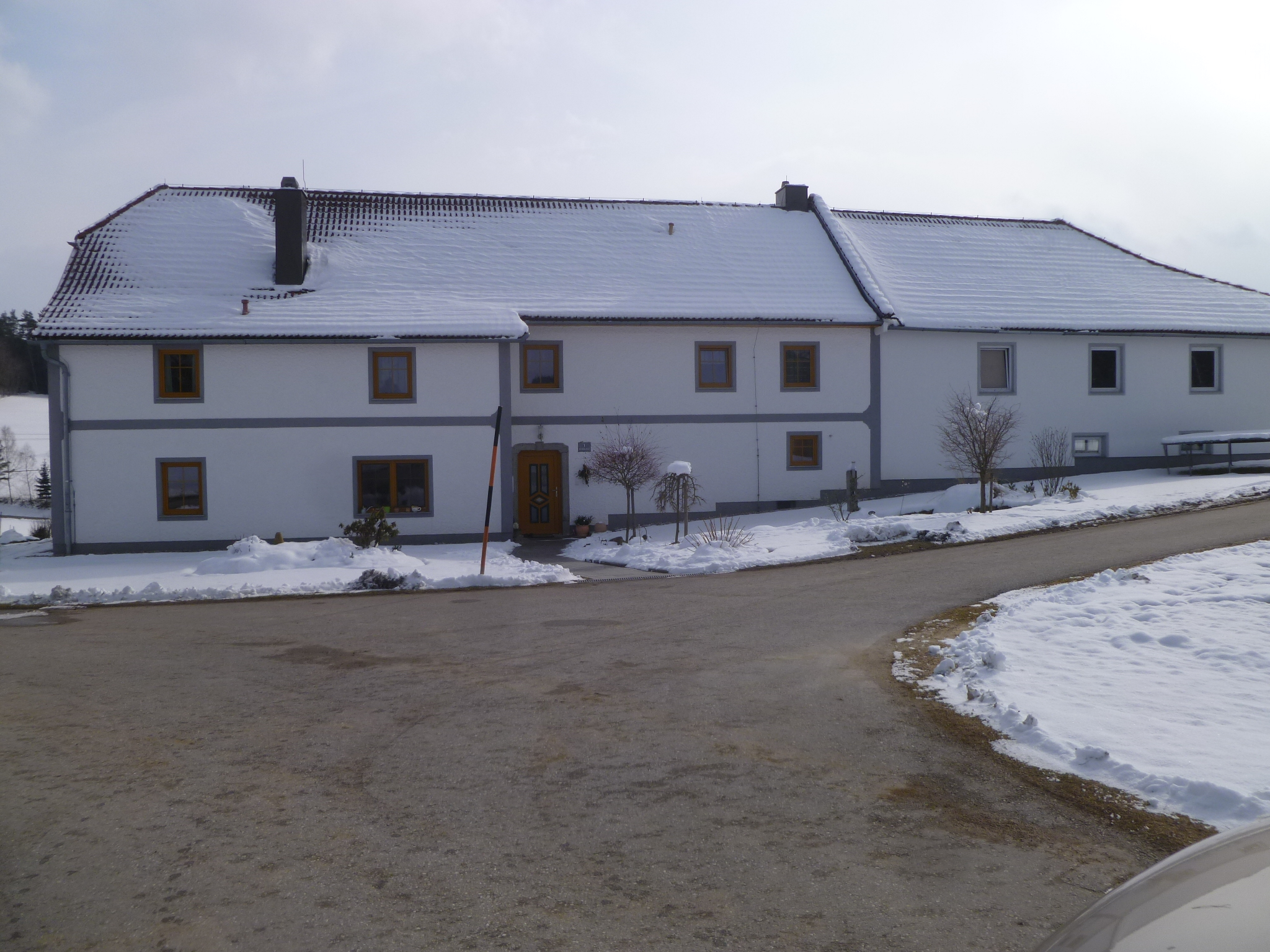
Bauernhaus Schallermaier (Schallhof 1)

Der ehemalige Edelsitz Schallhof liegt im Ortsteil Erdmannsdorf der Gemeinde Gutau im Bezirk Freistadt des Landes Oberösterreich (Schallhof 1).

## Bezeichnung
Die Wortwurzel Schalch („Diener“) bezieht sich auf den Hof, der vor 1441 dem Stift Baumgartenberg gehörte. Der Name Schallhof wird daher im Sinne von „Hof der Untergebenen des Stiftes Baumgartenberg“ zu verstehen sein.

## Geschichte
Auch dieser Edelsitz dürfte von dem Rittergeschlecht der Schaller erbaut worden sein. Beurkundet ist der Sitz aber erst um 1411/1415 als Lehen des Hanns Celler. Aus dem Jahr 1455 stammt der Hinweis: „Vlrich Zeller hat zu Lehen den Schallhof vud ain hofstat dabey“. Die Schaller dürften im 15. und 16. Jahrhundert auch den Pranthof in der Gemeinde Gutau besessen haben.

## Beschreibung
In dem Bauernhaus Schallermaier ist der ehemalige Wohnturm nicht mehr erkennbar; früher soll dieser aus dem Mauerverband über Eck deutlich hervorgesprungen sein.